# 원세기
원세기(元世基, ? ~ ?)는 대한제국 말기에 일진회와 자위단원호회 회원으로 활동했던 인물이다.

## 생애
1904년 송병준, 이용구 등이 결성한 친일단체 일진회의 회계원을 맡았다. 이후 일진회의 평의원, 총무원 등을 지내며 일진회의 합방청원운동에 가담했다.
1907년에는 의병 운동 탄압을 위해 조직된 자위단원호회 소속으로 지방에 파견되었다. 원세기는 7명의 위원을 휘하에 둔 자위단원호회 제6부 위원장에 임명되어, 시흥군을 비롯한 경기도 일대와 충청북도, 경상북도의 일부 지역을 담당했다.
1910년 한일 병합 후에 일진회가 해산되고 일본 정부로부터 해산금이 하사되었을 때 일진회 내에서 5위에 해당하는 액수인 600원을 수령했다. 1934년 흑룡회가 세운 일한합방기념탑 석실에도 합방 공로자로서 봉납되었다.

## 사후
- 2006년 친일반민족행위진상규명위원회가 조사 발표한 친일반민족행위 106인 명단과 2008년 발표된 민족문제연구소의 친일인명사전 수록예정자 명단 친일단체 부문에 포함되었다.

## 같이 보기
- 일진회
- 자위단원호회

## 참고 자료
- 친일반민족행위진상규명위원회 (2006년 12월). 〈원세기〉 (PDF). 《2006년도 조사보고서 II - 친일반민족행위결정이유서》. 서울. 705~711쪽쪽. 발간등록번호 11-1560010-0000002-10. 2007년 9월 26일에 원본 문서 (PDF)에서 보존된 문서. 2007년 8월 16일에 확인함.